# 北九州×クロス
『北九州×クロス』（きたきゅうしゅうクロス）は、NHK北九州放送局が2012年度から2017年度まで6年間放送した地域情報番組。

## 概要
2011年度まで放送されていた『北九州スペシャル』の後継番組として位置づけられている。
放送エリアの最新の熱き話題を取り上げ、ドキュメンタリーと当事者のトークによって展開する構成で、25分という短い枠ながら濃密な内容となっている。その第1回では、AKB48 27thシングル選抜総選挙で初の選抜メンバー入りを果たした北九州市出身の梅田彩佳を起用するなど、エリアと何らかの接点を持った有名人をキャスティングする凝った作りにもなっている。
枠としては基本的に『特報フロンティア（2012年度 - 2015年度）』→『なるほど 実感報道ドドド!（2016年度から）』の県域枠を差し換える形となるが、再放送は翌日の『いちおし!九州沖縄』後半枠を差し換えるため、『いちおし!』の本来の内容が放送されずじまいになる。

## 放送媒体と時間
いずれも総合テレビで放送。
- 本放送：JOSK-DTV・年7回程度 金曜 19:30 - 19:55
- 再放送：JOSK-DTV・翌土曜 10:50 - 11:15

『特報フロンティア ドキュメント』（福岡県域分）→『なるほど 実感報道ドドド!』は日曜朝の再放送が本放送扱いとなる。

## 放送歴
通常の放送日時と異なる場合は、本放送日の横に時間を記述する。
1. 苦しむ“親”を支えたい 梅田彩佳×親子問題
  - 本放送日：2012年5月11日
  - 内容：AKB48の梅田が、助産師と児童虐待を続ける親の悩み・苦しみに寄り添うカウンセラーに取材・対談。少子化が進む中、子育てに悩み苦しむ親を支えようとする人たちの思いに迫った。ナレーションも梅田自身が担当。
2. “映画王国”北九州
  - 本放送日：2012年6月15日
  - 内容：北九州フィルム・コミッションは、日本初の同種組織であり、北九州市への映画撮影誘致・撮影支援にあたってきた。コミッションの日々谷健司、映画監督の青山真治（北九州市文化特命大使）と羽住英一郎の3者対談を軸に北九州市と映画について掘り下げる。ナレーションは『おっぱいバレー』に出演した仲村トオル。
3. 走れ!ロンドンへ　〜車いすマラソン・洞ノ上浩太〜
  - 本放送日：2012年7月13日
  - 内容：各種マスメディアがロンドンオリンピック (2012年)ばかりに注目する中で、ロンドンパラリンピックを取り上げた数少ない番組。北九州市出身の車いすマラソン代表選手である洞ノ上（ほきのうえ）に、やはり北九州市出身のマラソン指導者・解説者で大腸癌闘病の経験を持つ金哲彦が迫り、車いすマラソンを体験するとともに両者の対談を通じて、洞ノ上の人生と競技への情熱を明らかにした。ナレーションはマラソン完走経験がある長谷川理恵。
4. B-1グランプリがやって来る!
  - 本放送日：2012年10月19日
  - 内容：梅田が早くも2回目の出演。B級グルメの祭典「B-1グランプリ」初の大都市開催を翌日に控え、北九州を代表するB級グルメのひとつ「小倉発祥 焼うどん」誕生の秘密とイベント準備の舞台裏に迫る内容。なお内容の性格上この回については再放送が設定されず、一部が本番初日の特別番組でリピートされるにとどまった。
5. 筑豊で会いましょう
  - 本放送日：2012年11月30日（衆議院解散で当初予定より2週遅れに）
  - 内容：同月内に放送された『あさイチ』内の“JAPAなび”コーナーダイジェスト版。旅人はアリtoキリギリスの石井正則、お伴は北九州局井原陽介。衆議院解散の影響で再放送は2日後の14:51-15:16に予定変更され、ブロックネットとなった。
6. 歌え!北九州
  - 本放送日：2013年3月15日
  - 内容：北九州市制50周年記念関連・近年この時期恒例となった北九州局の「まちうた」企画。早くも3回目の登場ですっかり準レギュラーとなったAKB梅田と、小倉出身のパントマイマータレント・中村有志が、北九州が生んだ歌について熱く語り合う。
7. ”絆”の行方
  - 本放送日：2013年4月19日
  - 内容：2年前に「絆プロジェクト」を立ち上げ、避難者へのマンツーマン支援「パーソナルサポート」などを行ってきた北九州市だったが、本年3月1日で打ち切り。突然の打ち切りに不安を抱えつつも、一部では自ら互助グループを作って助け合おうとする避難者達の現状と課題を取材。ナレーションは筒井道隆。
8. 馬を信じて 頂点へ ～最多勝騎手 浜中俊～
  - 本放送日：2013年6月14日
  - 内容：2012年度の年間最多勝利騎手（131勝）を獲得した北九州市出身のジョッキー・浜中俊騎手の強さの秘密、そしてGI安田記念に挑戦したドキュメント。
9. “映画の街”を売り込め ～村上健志×市役所職員～
  - 本放送日：2013年7月26日
  - 内容：フルーツポンチの村上健志が、僅か5人で次々と映画を誘致する凄腕集団の北九州市役所フィルム・コミッション担当課に就業。水嶋ヒロ主演映画の舞台裏に飛び込み、ロケ地探しや夜を徹しての撮影立ち会い等のハードな仕事に挑む。ナレーションはこれが本番組4回目となる梅田彩佳。2013年7月11日に放送された「仕事ハッケン伝」のダイジェスト版。
10. 環境ビジネス最前線
  - 本放送日：2013年11月11日
  - 内容：かつての公害を克服し、世界最先端の環境都市となった北九州市のアジア市場への環境ビジネス輸出の可能性を、インドネシアでの取材をもとに探る。
11. 知ってます?北九州名所の秘密
  - 本放送日：2012年12月13日
  - 内容：誰もがよく知る北九州の名所に隠されている意外な事実を紹介する。出演は門司区出身の芋洗坂係長と北九州局後藤理。
12. 華麗に舞え!ソチの空高く～モーグル　村田愛里咲～
  - 本放送日：2014年1月17日
  - 内容：ソチオリンピック・女子モーグルの日本代表選手で北九州出身の村田愛里咲。前回の成績である8位以上の成績を残すために、大技であるフルツイストを自分のものにすることを目指す彼女の挑戦の日々を追ったドキュメント。
13. パパさん“育休”取りました?
  - 本放送日：2014年3月14日
  - 内容：育児休業法の男性の取得率が全国で1.89パーセント、北九州は0.6パーセントと更に低い。男性が育児をすることへの根強い抵抗意識の実態と、休暇取得に積極的に取り組む企業を紹介し、どうすれば男性が育休を取れるようになるのか専門家と共に考える。出演はフリーアナウンサーの大神いずみとNPO法人ファザーリング・ジャパン理事・塚越学、MCは北九州局後藤理。
14. 桜の思い出2014
  - 本放送日：2014年4月11日
  - 内容：北九州スペシャルでも放送されていた企画。視聴者からの桜の思い出のお便りを、桜の映像と音楽に乗せて伝える。
15. 軍師官兵衛トークショー 後藤又兵衛×塚本高史
  - 本放送日：2014年7月11日
  - 内容：北九州で、塚本高史をゲストに迎えて行われた軍師官兵衛トークショーのダイジェスト版。
16. 門司港駅の謎を探る
  - 本放送日：2014年9月12日
  - 内容：放送時大規模な分解改修事業が進められていた門司港駅。その過程で次々と明らかになった門司港駅の知られざる歴史に迫った。
17. 人生デザイン
  - 本放送日：2014年10月17日
  - 内容：北九州局が制作した『人生デザイン U-29』2本のダイジェスト。案内人は五輪水泳選手から俳優に転じた藤本隆宏。
18. 2014ギラヴァンツ快進撃!
  - 本放送日：2014年12月12日
  - 内容：この回は『きん☆すた』枠で放送した。2014年クラブ史上最高の成績を挙げたギラヴァンツ北九州の回顧。
  - 出演：柱谷幸一（北九州監督、VTR出演）、前田和哉（北九州主将、DF）、池元友樹（収録時に松本山雅への移籍が内定しており放送前日に公表。FW、北九州市出身）、星原健太（MF）、風間宏希（MF）
  - 聞き手：戸部眞輔、笠井美穂
19. 街よ、よみがえれ
  - 本放送日：2015年3月13日
  - 内容：空き家やシャッター通りの解決を目指す「リノベーションスクール」が4年前から北九州で始まり、注目されている。2015年2月に行われた4日間の模様を通じ、「北九州方式」から地域が再生できるカギを探る。
20. 桜の思い出2015
  - 本放送日：2015年4月17日
  - 内容：視聴者からの桜の思い出のお便りを、桜の映像と音楽に乗せて伝える恒例企画。2015年版では、再現ドラマとアニメーションの手法が加わった。ドラマパートの出演は共に北九州出身の野間口徹と原田佳奈。
21. 角打ちエレジー
  - 本放送日：2015年6月26日
  - 労働者の街で育まれた文化の一つ、角打ち。その角打ちの現状を伝える。
22. 高校野球100年 福岡のベストゲーム
  - 本放送日：2015年7月17日
  - 高校野球の全国大会が始まって2015年の夏で100年。福岡県からは4度夏の大会で優勝校を出している。戦後初めて夏大会2連覇を果たした小倉高校、三池工業高校、西日本短大付属高校の関係者に話を聞き、全国の頂点に立つまでの舞台裏を探る。
23. 北九州発! 驚異の泡・ナノバブル
  - 本放送日：2015年9月11日
  - 北九州の水産会社が九州工業大学と共同開発したナノバブル。魚の鮮度保持や養殖魚の成長促進等に応用分野が広がろうとしているナノバブルの実態を追う。
24. 密着!東京ガールズコレクション〜北九州市の若者戦略〜
  - 本放送日：2015年11月13日
  - 九州初開催となった北九州での東京ガールズコレクション。北九州市が積極的に開催誘致した事情と発展のきっかけを掴もうとした地元の動きに迫った。
25. J1へ!ギラヴァンツ 〜挑戦の2016〜
  - 本放送日：2016年2月19日
  - 2017年3月のミクニワールドスタジアム北九州（北九州スタジアム）の完成により、J1ライセンス取得への障壁が無くなるギラヴァンツ北九州。ギラヴァンツの2016年度シーズン開始前の練習に密着し、J1昇格の可能性を探る。出演は北九州局戸部眞輔とNHKサッカー解説者の宮澤ミシェル。
26. いま ぬか漬けに夢中 〜女子プロレスラー・デビル雅美の転身〜
  - 本放送日：2016年3月18日
  - かつて悪役女子レスラーとして活躍してきたデビル雅美。現在は地元である北九州に戻り、ぬか漬け店の店長に。これまでの華やかなキャリアを捨て、何故ゼロからの再スタートを選んだのか。「歌え!北九州」以来の登場となる中村ゆうじのインタビューで探る。
27. 桜の思い出2016
  - 本放送日：2016年5月3日 09:30 - 10:00
  - 視聴者からの桜の思い出のお便りを、桜の映像と音楽に乗せて伝える恒例企画。
28. 人生を変えたオリンピック 〜君原健二×金哲彦in北九州〜
  - 本放送日：2016年7月30日 10:55 - 11:23
  - リオデジャネイロオリンピック及びパラリンピックを前に、北九州陸上競技場でメキシコ五輪マラソン銀メダリストで北九州出身の君原健二と、BS1『ラン×スマ 街の風になれ』でおなじみのプロランニングコーチ・金哲彦が対談。二人のエピソードや当時の思い出を語ると同時に、北九州からリオに出場する選手の意気込みも伝える。
29. 鉄のまち 北九州
  - 本放送日：2016年10月21日 19:32 - 19:57
  - 1901年に操業を開始した官営八幡製鐵所（現日本製鉄八幡製鐵所）。鉄作りの最前線で働く男達と、街の文化を守るために奮闘する人々の今を描く。
30. “10分間”にかける 〜密着 大学生たちのTGC〜
  - 本放送日：2016年11月4日
  - 2016年10月に北九州で開催された「東京ガールズコレクション」。地元北九州市立大学の女子大学生13人が10分間のプロデュースを任された。二ヶ月の間に北九州の魅力をPRできるステージに出来るのか、本番までの奮闘を追う。
31. 北九州に国際会議を誘致せよ 〜生き残りをかけた戦略とは〜
  - 本放送日：2016年12月9日
  - 国際会議の誘致を積極的に進めている世界の各都市。開催件数で国内トップクラスを目座す北九州市が、2016年に誘致体制を強化した。様々なキャリアを持つ職員が国内外で行っている誘致活動の舞台裏に密着すると共に、国際会議開催件数トップのシンガポールの取り組みも取材する。
32. “リアル”な北九州を描く 演出家ノゾエ征爾 舞台裏の1か月
  - 本放送日：2017年3月10日
  - 北九州芸術劇場がプロデュースする「北九州がモチーフの舞台」。毎年選ばれた演出家が一ヶ月北九州に住み、脚本・演出を行う。2017年に招かれたのはノゾエ征爾。彼なりの“リアル”な北九州を演劇で描こうと模索を続けた日々を追った。
33. オレの北九州 オヤジぶらり旅
  - 本放送日：2017年4月28日
  - 北九州在住のイラストレーター・黒田征太郎が2016年に発売したイラスト集「オレの北九州」。その表紙に描かれた門司港→折尾→若松→戸畑→小倉へと列車と渡船を使ってまわるコースを、黒田と北九州局の原口雅臣が実際に旅した。
34. 華やかさと迫力の共演 戸畑祇園大山笠
  - 本放送日：2017年8月14日
  - 毎年7月に行われる戸畑区の「戸畑祇園大山笠」。2016年12月に、ユネスコの無形文化遺産に登録された祭りの様子を、2017年の当番山である中原大山笠に密着。昼はのぼり山笠、夜はちょうちん山笠へと姿を変え、華やかさと迫力をあわせ持つ祭りの魅力と伝統に迫る。
35. ”住宅クライシス” 〜アパート火災 高齢者を阻む壁〜
  - 本放送日：2017年9月8日
  - 2017年5月に、北九州市で6人が死亡した木造アパート火災。四畳半一間が実質的に一泊500円の簡易宿泊所として使われていた。取材を進めることで明らかになった、安心して暮らせる住まいを持てない高齢者を阻む「壁」。住宅クライシスの実態と対策を取材する。出演は笠井美穂、平山洋介（神戸大学教授）、伊藤一馬（北九州局記者）。
36. 土村芳と藤本隆宏のほっこり散歩
  - 本放送日：2017年9月29日
  - 2017年10月に放送する北九州発地域ドラマ「GO!GO!フィルムタウン」。同ドラマ出演の土村芳と藤本隆宏が、舞台になった北九州市内をドラマのロケの間に旅した模様を紹介する。
37. すべて見せます 地域ドラマGO!GO!フィルムタウンの舞台裏
  - 本放送日：2017年10月6日
  - 北九州発地域ドラマ「GO!GO!フィルムタウン」の舞台裏。セット作りや2017年5月に行われた撮影の裏側を公開する。
38. この街のために〜新生ギラヴァンツ北九州 J2昇格へ挑む〜
  - 本放送日：2018年3月16日
  - 2017年、再びJ2を目指すも9位と期待を裏切る結果になったギラヴァンツ。新監督と新社長を迎え、生まれ変わろうとする新生ギラヴァンツを追った。